# Milešov
Milešov (németül: Mileschau) település Csehországban, a Příbrami járásban. Milešov Solenice, Bohostice, Zduchovice, Klučenice és Krásná Hora nad Vltavou településekkel határos. Lakosainak száma 329 fő (2024. január 1.).

## Népesség
A település lakosságának változását az alábbi diagram mutatja:
| Lakosok száma | 1301 | 1323 | 1220 | 751  | 409  | 317  | 316  | 317  | 312  | 329  |
|               | 1869 | 1890 | 1921 | 1950 | 1980 | 2001 | 2017 | 2019 | 2022 | 2024 |